# Ctenotus gagudju
Ctenotus gagudju är en ödleart som beskrevs av  Ross A. Sadlier WOMBEY och BRAITHWAITE 1986. Ctenotus gagudju ingår i släktet Ctenotus och familjen skinkar. IUCN kategoriserar arten globalt som livskraftig. Inga underarter finns listade i Catalogue of Life.